# Пилинг

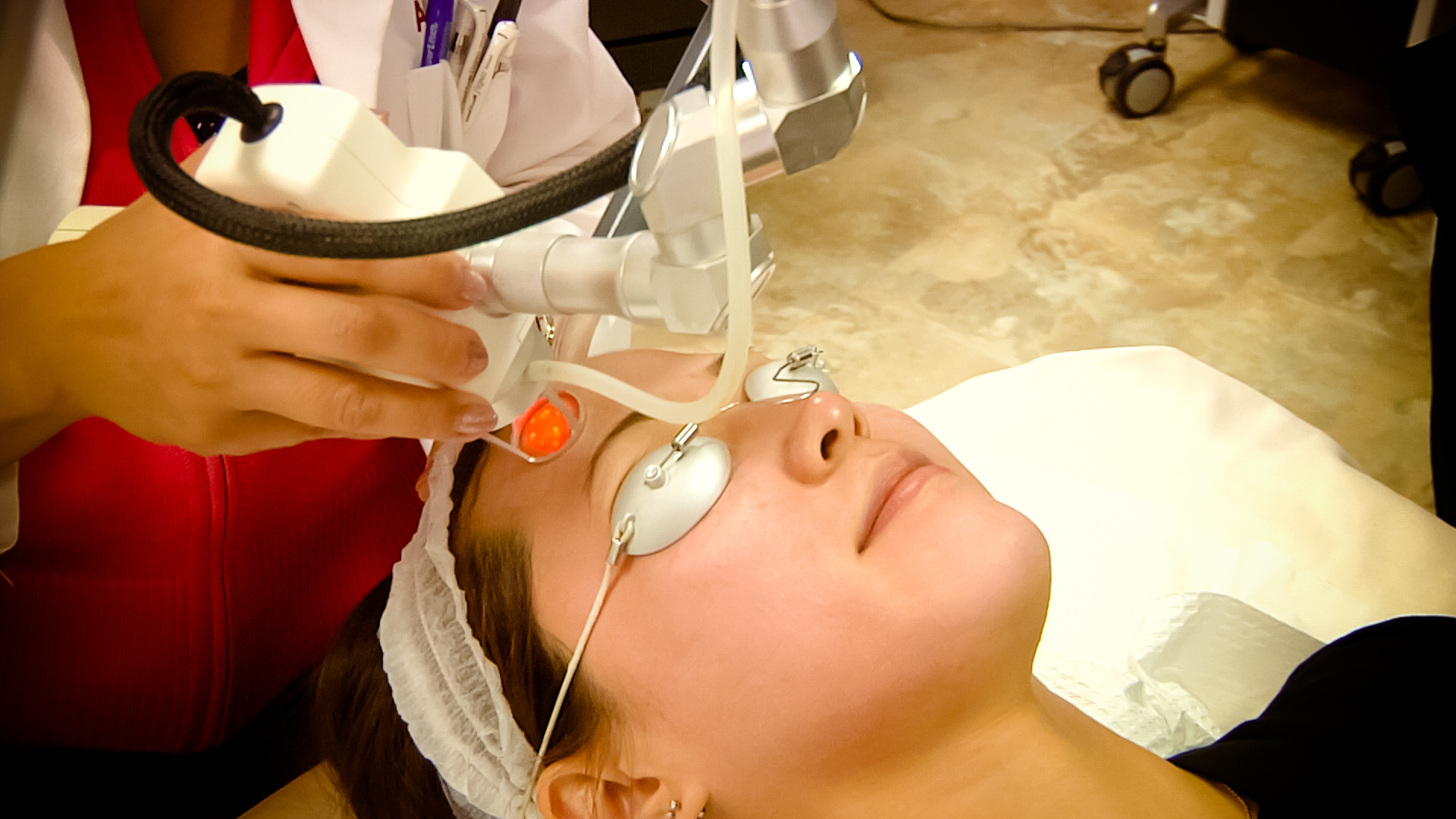
Лазерная шлифовка кожи лица

Пилинг (от англ. peel — «скоблить», «снимать шелуху») или эксфолиация (от англ. exfoliation) в косметологии — удаление, отшелушивание верхнего ороговевшего слоя кожи, один из этапов ухода за кожей, используемый как в кабинете косметолога, так и в домашнем уходе.
Существуют 4 вида эксфолиации (пилинга): механический, химический, ферментный и аппаратный.

## История
Пилинг появился в Древнем Египте как один из методов очищения кожи. В Средние века в качестве химического пилинга использовали вино, активным компонентом которого является винная кислота. В Азии пилинг также начали использовать в период Средних веков, и местная практика этой процедуры здесь насчитывает не одну сотню лет.

## Классификация
Пилинги классифицируются по способу и глубине воздействия на кожу.
По способу воздействия:
- механический пилинг — дермабразия и броссаж — удаление поверхностного слоя эпидермиса с помощью абразивных косметических средств вручную (скрабами и подобными средствами) или аппаратно;
- химический пилинг — нанесение на кожу кератолитических средств, которые производят контролируемое повреждение поверхностного слоя кожи растворами органических кислот (салициловой, гликолевой, пировиноградной, лимонной, яблочной и других), типичные формы выпуска химических пилингов — гели и лосьоны;
- ферментный пилинг — разрушение белков ороговевшего слоя кожи ферментами, обычно для этого используются энзимы папайи, трипсин и химотрипсин;
- физический или аппаратный пилинг — снятие верхнего слоя эпидермиса специальным аппаратом; аппаратный пилинг подразделяется по виду физического воздействия:

- ультразвуковой;
- лазерный;
- радиоволновый;
- газожидкостный.

По глубине воздействия:
- поверхностный — в пределах зернистого и рогового слоев эпидермиса
- срединный — затрагивает эпидермис и доходит до папиллярного (сосочкового) слоя дермы
- глубокий — затрагивает ретикулярный (сетчатый) слой дермы

## Применение
Эффекты пилинга (эксфолиации):
- выравнивание поверхности кожи;
- выравнивание цвета кожи, после пилинга цвет кожи становится более однородным;
- очищение и сужение пор кожи, в результате кожа выглядит более здоровой;
- облегчение доступа кислорода к эпидермису и дерме;
- подготовка кожи к нанесению других средств и повышение эффективности их воздействия.

Пилинг способствует выравниванию микрорельефа кожи, сокращает размер пор, устраняет или уменьшает комедоны и гиперпигментацию кожи.
При пилинге вместе с роговым слоем кожи полностью или частично удаляются мелкие морщинки, сглаживаются неровности кожи, удаляются продукты деятельности сальных и потовых желёз. Происходит выведение из кожи накопленных свободных радикалов, стимулируются процессы регенерации кожи, облегчается отторжение её рогового слоя и создаются условия для подготовки кожи к восприятию косметических масок и кремов.
В домашних условиях обычно используются механический и химический пилинги.

## Механический пилинг
Механический пилинг — самый простой и доступный в домашних условиях способ удалить отмершие клетки рогового слоя. В качестве механического пилинга используют скрабы, содержащие твердые микрочастицы (эксфолиаторы), которые при втирании в кожу способствуют механическому отшелушиванию отмерших клеток рогового слоя.
Типичные эксфолиаторы — мелкий песок, частицы глины, пемзы, кремнистые водоросли или морская губка, мелко смолотая скорлупа грецкого, миндального орехов или оливковые косточки.
Кроме скрабов существуют косметические средства для более мягкой эксфолиации, содержащие измельченные зерна кофе, какао, цедру цитрусовых. Некоторые производители используют полиэтиленовые микросферы, микрочастицы воска, парафин и прочие мягкие субстанции.

## Химический пилинг
Для химического отшелушивания применяют специальные пилинговые растворы, содержащие салициловую кислоту, гликолевую кислоту, пировиноградную кислоту, лимонную кислоту или яблочную кислоту в различных концентрациях. Слабоконцентрированные пилинги могут использоваться в домашних условиях. Пилинги с помощью растворов, содержащих высокие концентрации активных веществ, проводятся только в салонах и центрах красоты профессиональными дерматологами.
В зависимости от конкретной проблемы и цели используются различные кислоты или их сочетания.
Выраженным бактерицидным и противовоспалительным действием обладают салициловая, бензойная, трихлоруксусная кислоты. Это свойство используется в лечении воспалительных элементов при акне.
При нарушениях пигментации кожи применяются кислоты, ингибирующие образование пигмента — койевая, фитиновая, азелаиновая, ретиноевая. Помимо этого, ретиноевая кислота заметно снижает избыточное отделение кожного сала и обладает хорошим омолаживающим эффектом.
К AHA-кислотам (альфа-гидроксикислотам) относятся гликолевая, молочная, яблочная, винная, лимонная. Они могут использоваться либо отдельно, либо в сочетании.
Любая профессиональная процедура пилинга (кроме очень легких пилингов) требует домашней подготовки, включающей кислотосодержащие препараты и средства, блокирующие образование пигмента.
Фактически при нанесении пилинговой смеси получается контролируемый химический ожог кожи лица. Но в отличие от травматического ожога, глубина воздействия кислоты контролируется косметологом. Механизм воздействия химического пилинга заключается в том, что химические кислоты оказывают стимулирующее действие на фибробласты кожи, благодаря чему синтезируются гликозаминогликаны и коллаген, обеспечивающий прочность и эластичность кожи. Также кислоты очищают протоки сальных желез, из-за чего уменьшается жирность кожи и предотвращается появление комедонов и угрей.
Постпилинговый уход должен содержать регенерирующий постпилинговый крем и фотозащитные препараты. Вся линия препаратов подбирается строго индивидуально и только по согласованию с врачом-косметологом. Самостоятельное назначение и использование препаратов опасно для здоровья.

## Рекомендации
Цель эксфолиации — способствовать омоложению кожи и предотвратить такие нежелательные состояния, как рубцы от акне и вросшие волосы. Употребление термина связано с ежедневным уходом за кожей. Косметические процедуры дермабразия и микродермабразия применяются в особых случаях эксфолиации: при удалении поверхностного слоя кожи аналогично шлифовке.
Очень важно проводить эксфолиацию кожи не более двух раз в неделю, если не используется ежедневный эксфолиатор. Надо быть осторожным с кожей, не делать сильных надавливаний — легко похлопывать лицо по горизонтали. Лучше применять легкую эксфолиацию с маленькими кристаллами, чтобы избежать раздражения на коже. Не советуют проводить эксфолиацию против роста волос сразу после душа и не бриться несмотря на то, что это полезно для предотвращения вросших волос.
Наносить средства для отшелушивания необходимо на влажную кожу. Области возле глаз и губ характеризуются слишком нежной и тонкой кожей, поэтому не должны подвергаться эксфолиации. Молочный пилинг можно наносить на кожу вокруг глаз, так как этот пилинг является увлажняющим, причем наносить можно как можно ближе к краю роста волос.
От этих процедур следует отказаться тем, у кого кожа склонна к угревой сыпи, раздражениям. В крайнем случае следует соблюдать осторожность. Также не рекомендуется загорать сразу после процедур отшелушивания.
Некоторые пилинги можно проводить только в определённое время года (например, в пасмурные месяцы), некоторые пилинги — на протяжении всего года. Например, в Волгограде химические пилинги (кроме миндального) нельзя выполнять зимой, так как в феврале здесь наиболее активное солнце.
Разным фототипам кожи соответствуют разные пилинги. Так, неправильно подобранный пилинг при смуглой коже может привести к осложнению — постпилинговой гиперпигментации. При смуглой коже с фототипом IV—V по Фитцпатрику противопоказано выполнение глубоких пилингов.
Существует так называемый «фиш пилинг» — процедура омоложения с помощью рыб.